# Schistophallus seidli
Schistophallus seidli is een slakkensoort uit de familie van de Oxychilidae. De wetenschappelijke naam van de soort is voor het eerst geldig gepubliceerd in 1999 door Riedel.